# عالية نجد
عالية نجد أو نجد العليا اسم يُطلق على المنطقة الغربية من نجد والمجاورة للحجاز، في المملكة العربية السعودية في وسط شبه الجزيرة العربية، وكانت مرتعًا وموطنُا لقبائل عربية شهيرة بالجاهلية وصدر الإسلام مثل قيس عيلان والتي ذكر مواطنها ابو زياد الكلابي، وذكرت جبالها ومواقعها في أشعار مشاهير شعراء العرب في الجاهلية وصدر الإسلام.
حسب الجمعية السعودية للجغرافيين، فأن عالية نَجْد، هي تمتد من جبال شَمَّر شمالاً حتى جنوب وادي الدَّوَاسِر جنوباً، ومن نفودي السِّر والدِّحِي شرقاً حتى الحَرَّات والهضاب الغربية غرباً. وهي تعد جزءاً من الدِّرْع العربي.

## عالية نجد
مرتفعات غربية واقعة على حدود الحجاز وجبل حضن وأطرافه، وقد غلب عليها تاريخيًا الطابع الشعبي، وتبدأ من عند «محافظة الدوادمي» مروراً بمحافظة مهد الذهب، وتنتهي عند محافظة الحناكية على مشارف المدينة المنورة، وتُعد بعض القرى والهجر من أقدم القرى النجدية التي أصبحت الآن من أهم المحافظات في منطقه مكة المكرمة، وهي رنية والخرمة وتربة.
نجد تُقسّم محلياً إلى قسمين: قسم غربي وقسم شرقي. القسم الغربي يسمى عالية نجد أو نجد العليا، وهو ماذكره سعد الجنيدل في كتابه عنها.والقسم الشرقي يسمى سافلة نجد أو نجد السفلى.
والعرب تقول من رأى حضناً فقد أنجد: و«حضن» هو جبل يقع في «عالية نجد» شمالي «محافظة تربة»، أما «النجد» فهو المكان المستوي المرتفع عن سطح البحر كما ورد في مختار الصحاح وكتب اللغة، والمقصود به تلك الهضبة العملاقة التي تتوسط الجزيرة العربية، وهي عبارة عن هضبة يتراوح ارتفاعها ما بين (762- 1524م) فوق سطح البحر، مع انخفاض تدريجي من الغرب نحو الشرق.
و«هضبة نجد» تحدها «صحراء النفود الكبير» شمالاً، و«الدهناء» شرقاً، وحدود «الربع الخالي» جنوباً، بينما يحدها من الغرب «جبال الحجاز» ومن الجنوب الغربي «مرتفعات عسير»، أما مقصد المقولة فهو أن من كان قادماً من الحجاز ومتجهاً للشرق ورأى «جبل حضن» الواقع في عالية نجد فقد دخل في نجد.
ويعد «جبل حضن» أعلى نقطة في نجد كلها؛ إذ يصل ارتفاعه إلى (1656م) فوق سطح البحر، ونظراً للمساحة التي تشغلها هضبة نجد بارتفاعها الشاهق، فقد غلب محلياً تجزئتها إلى قسمين - نسبةً للارتفاع - هما: قسم غربي وقسم شرقي، القسم الغربي يسمى «عالية نجد» أو «نجد العليا»، والقسم الشرقي يسمى «سافلة نجد» أو «نجد السفلى»، لذا من سافر غرباً قالوا: «سنّد» - بتشديد النون -، ومن سافر شرقاً قالوا: «حدّر» - بتشديد الدال -.

## جمال طبيعة
وتشتهر «عالية نجد» بالعديد من المواقع التي تستهوي عشاق الطبيعة البكر والبحث عن أماكن التنزه الطبيعية التي تجمع بين أصالة التاريخ وعمقه، وبين جمال الطبيعة بأوديتها الفسيحة وجبالها الشاهقة ورمالها الناعمة ورياضها الفسيحة، التي تكتسي الخضرة والجمال، خصوصاً في مواسم الأمطار وفي فصل الربيع الفاتن،
وهذا ما يعرفه أهل نجد وما ذكره المؤرخون والبلدانيون وقد وثق حدود عالية نجد الأستاذ سعد بن جنيدل وهو من أبناء نجد ومن أهل الاختصاص في كتاب خاص عنها أسماه " عالية نجد " إذ قال: "وعالية نجد التي تحدثت عنها في هذا المعجم هي ما دفعه نفود قنيفذة ونفود الخبرا وصحراء الساقية غرباً إلى شرقيُ جبل حضن وجبل عن وتغوث في منطقة أبو راكة وبر الجرد وبر بساطة وصحراء ركبة وحرة كشب وماء السّليلة والربذة والقوز غرباً.

صورة من الجانب لجبل حضن

أما من الناحية الشمالية فإني أقف عند حدود منطقة القصيم الإدارية التي تلي البلاد التي تحدثت عنها، لأن بلاد القصيم وعاليتها قد تحدث عنها الشيخ محمد العبودي في معجمه (بلاد القصيم)... ".

## مدن عالية نجد
- الدوادمي
- عفيف
- الخرمة
- رنية
- بيشة
- تثليث
- محافظة تربة
- مهد الذهب
- ثرب
- الحسو
- الحناكية
- الحائط
- الفوارة (القصيم)
- عقلة الصقور
- الصمعورية
- الشبيكية (بريدة)
- الخشيبي
- عريفجان ساحوق
- القويعية
- ضرية (محافظة)
- مركز ظلم
- محافظة الموية الجديد
- الشعراء (الدوادمي)
- ساجر
- أم الدوم
- البجادية
- القويعية
- الرويضة بالعرض (القويعية)
- نفي (الدوادمي)
- دغيبجة
- القاعية
- مران
- الجوبه
- رضوان
- الحوميات
- دخنة
- الجمش
- المذنب
- محافظة العقيق[3]

وهناك عدد من القرى تدخل داخل نطاق عالية نجد.